# Vincent Éblé
Vincent Éblé, né le 15 octobre 1957 à Metz, est un homme politique français. Membre du Parti socialiste, il est élu sénateur de Seine-et-Marne en septembre 2011 et réélu six ans plus tard, à la suite de quoi, il devient président de la commission des Finances, fonction qu'il conserve jusqu'en 2020.

## Biographie
Selon le modèle d’un parcours politique traditionnel, Vincent Éblé est venu à l’exercice des responsabilités politiques nationales par l’entremise de l’action locale.
Cadre territorial au début des années 1980, après un parcours universitaire en droit public et le diplôme de l’institut d’études politiques (IEP) de Paris (1982, section Pol. Eco. Soc.), il est élu conseiller municipal à Lognes (Seine-et-Marne) en 1989.
Élu adjoint au maire, il exerce également des fonctions exécutives au sein du syndicat d'agglomération nouvelle du Val-Maubuée comme vice-président. En 1997, il est élu au conseil général de Seine-et-Marne pour le canton de Noisiel. Il prendra la présidence de cette collectivité en 2004 et la conservera jusqu’en 2015. Depuis cette date, il est conseiller départemental d’opposition représentant le canton de Champs-sur-Marne.
À l’automne 2011, il est élu sénateur de Seine-et-Marne. En 2014, il intègre la commission des finances. Entre 2017 et 2020, il en assure la présidence, à partir d'octobre 2020, il en devient vice-président.

## Détail des fonctions et mandats
Mairie
- 1989 - 2011 : conseiller municipal de Lognes (Seine-et-Marne)
- 1991 - 1995 : adjoint au maire de Lognes, chargé de l'urbanisme
- 1995 - 2011 : premier adjoint au maire de Lognes, chargé de l'urbanisme, du personnel puis des finances, de la coopération intercommunale

Conseils
- 1997 - 2015 : conseiller général du canton de Noisiel (Seine-et-Marne)
- 2004 - 2015 : président du conseil général de Seine-et-Marne
- depuis 2015 : conseiller départemental du canton de Champs-sur-Marne (Seine-et-Marne)

Parlement
- depuis 2011 : sénateur de Seine-et-Marne

### Autres fonctions
- 1989 - 1997 : vice-président du Syndicat d'agglomération nouvelle de Marne-la-Vallée Val Maubuée, chargé de la jeunesse puis de la culture
- 1998 - 2000 : président de l'Union départementale des élus socialistes et républicains de Seine-et-Marne
- 1998 - 2003 : membre de la Commission supérieure des monuments historiques 4e section
- 2000 - 2005 : vice-président de l'Union départementale des élus socialistes et républicains de Seine-et-Marne
- 2004 - 2011 : membre du Congrès des pouvoirs locaux et régionaux du Conseil de l'Europe
- 2004 - 2011 : conseiller syndical du Syndicat d'agglomération nouvelle de Marne-la-Vallée Val Maubuée
- depuis 2006 : représentant du département de Seine-et-Marne au sein du conseil d'administration du Syndicat des transports d'Île-de-France (STIF) et vice-président du STIF représentant la grande couronne
- depuis 2012 : membre de la commission supérieure des sites, perspectives et paysages
- depuis 2012 : membre du conseil d'administration de l'Institut national pour l'archéologie préventive
- depuis 2012 : membre du conseil d'administration de la Fondation du patrimoine[4]